# Портрет Джейсона
«Портрет Джейсона» (фр. Portrait of Jason) — американський документально-біографічний фільм 1967 року, знятий режисеркою Ширлі Кларк.
У 2015 році Бібліотека Конгресу США відібрала фільм для збереження до Національного реєстру фільмів, як такий, що має «культурне, історичне, або естетичне значення».
У березні 2016 року фільм увійшов до рейтингу 30 найвидатніших ЛГБТ-фільмів усіх часів, складеному Британським кіноінститутом (BFI) за результатами опитування понад 100 кіноекспертів, проведеного до 30-річного ювілею Лондонського ЛГБТ-кінофестивалю BFI Flare.

## Зміст
Фільм є півторагодинним інтерв'ю з 33-річним чорношкірим самопроголошеним кишеньковим злодієм, хастлером-гомосексуалом Аароном Пейном, відомим як Джейсон Голлідей. Стрічку створено за матеріалами дванадцятигодинної бесіди, яка відбулася 3 грудня 1966 року у вітальні пентхауса Голлідея в готелі Челсі (англ. Hotel Chelsea) у Нью-Йорку..

## У фільмі знімалися
| Ширлі Кларк      |
| Джейсон Голлідей |
| Карл Лі          |

## Відгуки
Стрічку було показано на Нью-йоркському кінофестивалі, вона також широко висвітлювалася в американських ЗМІ й була зустрінута ними дуже прохолодно, на відміну від рецензій європейських критиків. Інгмар Бергман одного разу назвав «Портрет Джейсона» найзахопливішим з бачених ним фільмів. Джон Кассаветіс назвав роботу Кларк над цим фільмом геніальної.